# Bubas
Bubas es un género de escarabajos de la familia Scarabaeidae.
Se encuentran en España, Francia e Italia.

## Especies
- Bubas bison Linnaeus, 1767
- Bubas bubaloides Janssens, 1938[2]
- Bubas bubalus Olivier, 1811